# 彭友东
彭友东（1965年3月—），男，河南信阳市光山县人，中华人民共和国政治人物。1985年4月加入中国共产党，1986年8月参加工作。湖南大学分析化学专业毕业，公共管理硕士。曾任中共银川市委副书记、中共石嘴山市委书记、宁夏回族自治区人大常委会副主任。

## 生平
1986年8月起，彭友东历任北京电磁线厂党委宣传部干事、厂办秘书、分厂副厂长、厂办主任等职务。1988年12月，任共青团中央青农部主任科员。1994年3月，任共青团中央宣传部新闻报刊处副处长，1995年1月任处长。
1995年6月，彭友东被调任西藏自治区团委书记助理，同年9月任党委秘书长助理兼办公厅秘书处处长。1996年7月，任西藏自治区党委副秘书长。1998年9月回到共青团中央，任学校部副部长。2001年3月任共青团中央办公厅副主任（正局级）。
2003年1月，彭友东任中国科学技术协会科学技术普及部副部长，2004年6月任部长。2006年5月，转任中国科学技术协会计划财务部部长。2010年3月，升任中国科学技术协会办公厅主任。
2010年10月，彭友东来到宁夏，任中共银川市委副书记、兴庆区委书记。2011年4月，任中共石嘴山市委书记。2018年1月31日，当选宁夏回族自治区人大常委会副主任。
2022年3月，赴青海省政协工作。